# Claus Loof
Claus Loof (født 19. august 1939 i København, død 20. april 1994) var en dansk filmfotograf, der stod bag kameraet i omkring 70 spillefilm og en række tv-produktioner i perioden 1958-1994, blandt andet flere Olsen-banden-film og andre komedier, men han stod også bag kameraet i mere ambitiøse film som Der var engang en krig og Dansen med Regitze. Desuden var han fotograf på en række dokumentarfilm.
Loof var i begyndelsen af sin karriere assistent og fotograf på Nordisk Film og Danmarks Radio, inden han blev freelance-fotograf. Blandt de film, han fotograferede, var Stine og drengene, hvor han mødte Sisse Reingaard, som han senere blev gift med.

## Filmografi
- Andre folks børn (assistent, 1958)
- Duellen (assistent, 1962)
- Danmarks u-landshjælp - Giro nr. 9 (dokumentarfilm, 1962)
- Næsbygaards arving (1965)
- Mor bag rattet (1965)
- Halløj i himmelsengen (1965)
- Krybskytterne på Næsbygaard (1966)
- Tre små piger (1966)
- Kamp nr. 7 (dokumentarfilm, 1966)
- Der var engang en krig (1966)
- Gift (1966)
- Det er ikke appelsiner - det er heste (1966)
- Historien om Barbara (1967)
- Cirkusrevyen 67 (1967)
- I den grønne skov (1967)
- Det var en lørdag aften (1968)
- Olsen-banden (1968)
- Stine og drengene (1969)
- Tænk på et tal (1969)
- Sjov i gaden (1969)
- Ska' vi lege skjul? (1970)
- Forbryderisk elskov (1970)
- Nøglen til Paradis (1970)
- Præriens skrappe drenge (1970)
- Løgneren (1970)
- Hvor er liget, Møller? (1971)
- Narko - en film om kærlighed (1971)
- Guld til præriens skrappe drenge (1971)
- Præsten i Vejlby (1972)
- På'en igen Amalie (1973)
- Mig og mafiaen (1974)
- Den kyske levemand (1974)
- Mafiaen - det er osse mig! (1974)
- Bertram og Lisa (tv-dramatik, 1975)
- Olsen-banden på sporet (1975)
- Kassen stemmer (1976)
- Julefrokosten (1976)
- Affæren i Mølleby (1976)
- Huset på Christianshavn (tv-serie, 35 afsnit, 1974-1976)
- Olsen-banden deruda' (1977)
- Firmaskovturen (1978)
- Lille spejl (1978)
- Matador (tv-serie, 6 afsnit, 1978)
- Olsen-banden overgiver sig aldrig (1979)
- Danmark er lukket (1980)
- Jeppe på bjerget (1981)
- Thorvald og Linda (1982)
- Pengene eller livet (1982)
- Kidnapning (1982)
- Een stor familie (tv-serie, 1982)
- Tre engle og fem løver (1982)
- Kurt og Valde (1983)
- Hole in one (kortfilm, 1983)
- Midt om natten (1984)
- Smuglerkongen (1985)
- Sneakers - Back Stage (dokumentarfilm, 1985)
- Når engle elsker (1985)
- Mord i mørket (1986)
- Walter og Carlo - yes, det er far (1986)
- Sidste akt (1987)
- Negerkys og labre larver (1987)
- Kampen om den røde ko (1987)
- Ved vejen (1988)
- Mord i Paradis (1988)
- Pigen i gyngen (1988)
- Dansen med Regitze (1989)
- Walter & Carlo i Amerika (1989)
- Nobody's Perfect (1990)
- Høfeber (1991)
- Snøvsen (1992)
- De frigjorte (1993)
- Min fynske barndom (1994)
- Kærlighed ved første desperate blik (1994)
- Snøvsen ta'r springet (1994)
- Landsbyen (tv-serie, 1994-1995)